# Igor Tichomirov
Igor Tichomirov (ryska: Игорь Сергеевич Тихомиров, Igor Sergejevitj Tichomirov), född den 4 maj 1963 i Moskva i Sovjetunionen (nu Ryssland), är en sovjetisk och kanadensisk fäktare som tog OS-brons i herrarnas lagtävling i värja i samband med de olympiska fäktningstävlingarna 1988 i Seoul.